# ودي وودورد
ودي وودورد (بالإنجليزية: Woody Woodward)‏ هو لاعب كرة قاعدة أمريكي، ولد في 23 سبتمبر 1942 في ميامي في الولايات المتحدة.

## وصلات خارجية
- ودي وودورد على موقعبيزبول رفرنس.كوم (الدوري الرئيسي) (الإنجليزية)
- ودي وودورد على موقعبيزبول رفرنس.كوم (الدوري الثانوي) (الإنجليزية)